# 樹要
樹 要（いつき かなめ、6月20日 - ）は、日本の漫画家、イラストレーター。群馬県出身。血液型はO型。星座はふたご座。
現在、白泉社の『小説花丸』にて『愛で痴れる夜の純情』（原作：鈴木あみ）を連載中。商業誌で精力的に活動する一方、「芹沢要」名義で同人活動も行っている。
趣味はお絵かきと映画鑑賞。

## 作品リスト

### コミックス
- 大安吉日（A5判 1995年7月、B6判 1999年2月、大洋図書）
- 完全無欠（A5判 1996年9月、B6判 2000年5月、大洋図書）
- 泥棒と刑事（A5判 1997年10月、B6判 2000年4月、大洋図書）
- セルフポートレイト（1999年2月、大洋図書）
- 月宿る（2003年8月25日、三和出版）
- セルフポートレイト（新装版）（2004年9月1日、大洋図書）
- ロストボーイズ（2004年9月1日、大洋図書）
- OH! MYメイド（2005年7月28日、笠倉出版）
- 4月4日。（2006年3月25日、三和出版）
- ほしがりません!勝つまでは（2006年4月27日、芳文社）
- 愛で痴れる夜の純情（禿編）（原作：鈴木あみ、2007年3月19日、白泉社）
- インターバル（2008年4月1日、大洋図書）
- ワガママだけど愛しくて 1-5（角川書店※詳細は作品記事を参照）
- スマない!!マスミくん（2008年10月29日、芳文社）
- 愛で痴れる夜の純情（傾城編）（原作：鈴木あみ、2008年12月19日、白泉社）
- 愛で痴れる夜の純情（華園編）（原作：鈴木あみ、2010年4月25日、白泉社）
- 恋になれ!（原作：月村奎、2013年4月27日、大洋図書）
- 恋なんかしたくない 今日から兄弟になりました（原作：月村奎、2014年12月26日、大洋図書）
- 恋なんかしたくない 今日から恋人になりました（原作：月村奎、2015年10月1日、大洋図書）
- 本当に好きなのに（原作：月村奎、2017年5月1日、大洋図書）
- お気に召すまま仰せのまま（2017年6月1日、大洋図書）
- 思うまま欲しいまま（2018年5月1日、大洋図書）

### 小説挿絵
- 傲慢な龍の帝王（文・鹿能リコ、アズノベルズ）
- 傲慢な龍のしもべ（文・鹿能リコ、アズノベルズ）
- 傲慢な龍の檻（文・鹿能リコ、アズノベルズ）
- 傲慢な龍の遺言（文・鹿能リコ、アズノベルズ）
- 傲慢な龍の蜜月（文・鹿能リコ、アズノベルズ）
- 傲慢な龍の瑕（文・鹿能リコ、アズノベルズ）
- イノセンス〜幼馴染み〜（文・砂原糖子、アイスノベルズ）
- 今夜もごちそうさまでした。（文・真崎ひかる、プリズム文庫）
- 今夜もごちそうさまでした。Returns（文・真崎ひかる、プリズム文庫）
- ユヴェール学園諜報課 一限目は主従契約（文・葵ゆう、角川ビーンズ文庫）
- 夢解きパティシエ 黒き医者の甘い誘惑（文・隼川いさら、角川ビーンズ文庫）
- 夢解きパティシエ 白き王の苦い悪戯（文・隼川いさら、角川ビーンズ文庫）
- 束縛は愛の条件（文・柊平ハルモ、角川ルビー文庫）
- その腕で溺れたい（文・黒崎あつし、角川ルビー文庫）
- その腕に捕らわれて（文・黒崎あつし、角川ルビー文庫）
- その腕に泣かされて（文・黒崎あつし、角川ルビー文庫）
- 飼い主になってよ!（文・黒崎あつし、角川ルビー文庫）
- 飼い主におねだり!（文・黒崎あつし、角川ルビー文庫）
- その腕で惑わせて（文・黒崎あつし、角川ルビー文庫）
- 飼い主をひとりじめ!（文・黒崎あつし、角川ルビー文庫）
- その腕に縛られて（文・黒崎あつし、角川ルビー文庫）
- 夜伽の条件（文・黒崎あつし、角川ルビー文庫）
- 秘書の恍惚（文・黒崎あつし、角川ルビー文庫）
- 不都合な純愛（文・黒崎あつし、角川ルビー文庫）
- 甘美な夜にとらわれて（文・黒崎あつし、角川ルビー文庫）
- 5秒で恋の魔法にかけて（文・黒崎あつし、角川ルビー文庫）
- KISSの鼓動（文・祥司とも子、角川ルビー文庫）
- ないしょ話は放課後（文・白銀みるく、角川ルビー文庫）
- 理事長様のお気に入り（文・水島忍、角川ルビー文庫）
- 理事長様のたくらみ（文・水島忍、角川ルビー文庫）
- 理事長様のおしおき（文・水島忍、角川ルビー文庫）
- 理事長様はわからずや（文・水島忍、角川ルビー文庫）
- 天然媚薬100%の王様（文・水島忍、角川ルビー文庫）
- きっと最高のロマンス!（文・水壬楓子、角川ルビー文庫）
- 華道家は蜜を欲しがる（文・松岡裕太、角川ルビー文庫）
- 恋語り 緋風の蝶（文・青目京子、講談社X文庫ホワイトハート）
- 恋語り 白焔（文・青目京子、講談社X文庫ホワイトハート）
- 恋語り 青海の牙（文・青目京子、講談社X文庫ホワイトハート）
- 竜の夢見る街で 1（文・縞田理理、ウィングス文庫）
- 竜の夢見る街で 2（文・縞田理理、ウィングス文庫）
- あどけない熱（文・久我有加、DEAR+）
- 嘘と本音としょっぱいキス（文・桜木ライカ、シャイノベルズ）
- 駆け引きのレシピ（文・和泉桂、ルチル文庫）
- 花嫁は二人いる（文・愁堂れな、ルチル文庫）
- スウィート・セレナーデ（文・雪代鞠絵、ルチル文庫）
- 好きの病（文・渡海奈穂、クロスノベルズ）
- 熱愛（文・渡海奈穂、クロスノベルズ）
- すれちがいなキス（文・真船るのあ、コバルト文庫）
- 眠れる島の王子様（文・夏埜イズミ、コバルト文庫）
- 飼い主はお兄様（文・斑鳩サハラ、花丸文庫）
- 君も知らない邪恋の果てに（文・鈴木あみ、花丸文庫）
- 愛で痴れる夜の純情（文・鈴木あみ、花丸文庫）
- 夜の帳、儚き柔肌（文・鈴木あみ、花丸文庫）
- 婀娜めく華、手折られる罪（文・鈴木あみ、花丸文庫）
- 華園を遠く離れて（文・鈴木あみ、花丸文庫）
- 媚笑の閨に侍る夜（文・鈴木あみ、花丸文庫）
- 白き褥と淫らな純愛（文・鈴木あみ、花丸文庫）
- 愛しき爪の綾なす濡れごと（文・鈴木あみ、花丸文庫）
- 臈たし甘き蜜の形代（文・鈴木あみ、花丸文庫）
- 日向の猫（文・野原滋、花丸文庫）
- ずっとそばに（文・TAMAMI、グラスブルーノベルズ）
- 愛人〜このキスは罪に濡れる〜（文・あさひ木葉、プラチナ文庫）
- いけにえは愛に身を捧ぐ（文・あさひ木葉、プラチナ文庫）
- 虜は愛に身を焦がす（文・あさひ木葉、プラチナ文庫）
- 若君様のキケンな事情（文・あすま理彩、プラチナ文庫）
- 略奪は愛をこめて（文・あすま理彩、プラチナ文庫）
- 恋と服従のシナリオ（文・あすま理彩、プラチナ文庫）
- バスルームでキスをして（文・鬼塚ヤツコ、プラチナ文庫）
- 不機嫌なペット❤（文・桜井眞紀、プラチナ文庫）
- だれにも言えない❤（文・高月まつり、プラチナ文庫）
- 神父様にご用心❤〜外道な愛の道しるべ〜（文・春野ひなた、プラチナ文庫）
- 特務部の最強ロマンス〜美貌の警視とケダモノな部下〜（文・みさき志織、プラチナ文庫）
- 帝王さまとペットな関係❤（文・宮川ゆうこ、プラチナ文庫）
- おいしいメイドの育て方❤（文・森本あき、プラチナ文庫）
- 秘書のイケナイお仕事❤（文・森本あき、プラチナ文庫）
- けなげなメイドのしつけ方❤（文・森本あき、プラチナ文庫）
- 秘書のイジワルなお仕置き❤（文・森本あき、プラチナ文庫）
- 有能なメイドの愛し方❤（文・森本あき、プラチナ文庫）
- 強気なメイドのねだり方❤（文・森本あき、プラチナ文庫）
- 姫君は海賊にさらわれる❤（文・森本あき、プラチナ文庫）
- 秘書の秘めやかな反抗❤（文・森本あき、プラチナ文庫）
- この猫飼います（文・峰桐皇、キルシェノベルズ）
- ご奉仕はお望みのままに（文・水島忍、リーフノベルズ）
- いつわりの蜜月（文・早水しおり、リーフノベルズ）
- シルヴィアの憂愁 乙女は破談を願う（文・天原ちづる、一迅社文庫アイリス）

### 画集
- 樹要イラスト集 百花争艶（エンターブレイン、2007年1月26日初版発行〈1月15日発売〉）ISBN 978-4-7577-3314-5

## ドラマCD化作品
- 月宿る（モモアンドグレープス）
- ほしがりません!勝つまでは（マリン・エンタテインメント）
- ワガママだけど愛しくて1〜3（ムービック）
- 傲慢な龍の帝王
- その腕で溺れたい
- 理事長様のお気に入り
- 駆け引きのレシピ
- 君も知らない邪恋の果てに
- 愛で痴れる夜の純情
- 夜の帳、儚き柔肌
- 婀娜めく華、手折られる罪
- 華園を遠く離れて
- 媚笑の閨に侍る夜
- 白き褥と淫らな純愛
- all of me for you!（81プロデュース）